# Erzbistum Malta
Das Erzbistum Malta (lateinisch Archidioecesis Melitensis o Melevitana, maltesisch Arċidjoċesi ta' Malta) ist eine Erzdiözese der römisch-katholischen Kirche auf Malta.

## Geschichte
Das Bistum wurde wahrscheinlich nach der Rückeroberung der Insel durch Belisar 533 gegründet. Der erste namentlich bekannte Bischof Julianus unterschrieb 553 als Zeuge in Konstantinopel den Erlass des Papstes Vigilius über die Drei Kapitel. Einige Nachfolger kennen wir aus dem Register Gregors des Großen. Dort werden sie zu den Bischöfen Siziliens gezählt. Die griechischen Notitiae episcopatuum weisen Malta (ό Μελίτης, Μελέτη) ebenfalls der Provinz Sizilien zu. Die Besetzung der Inseln durch die Sarazenen führte zu einem weitgehenden Untergang des Christentums. Der Eroberung durch Roger I. von Sizilien folgte zunächst keine Wiedererrichtung des Bistums, zumal bis ins 13. Jahrhundert die Bevölkerung mehrheitlich muslimisch war. 1156 wurde das Bistum Malta durch Hadrian IV. dem Erzbistum Palermo als Suffragan unterstellt. Namentlich bekannt ist unter König Wilhelm II. der Bischof Johannes.

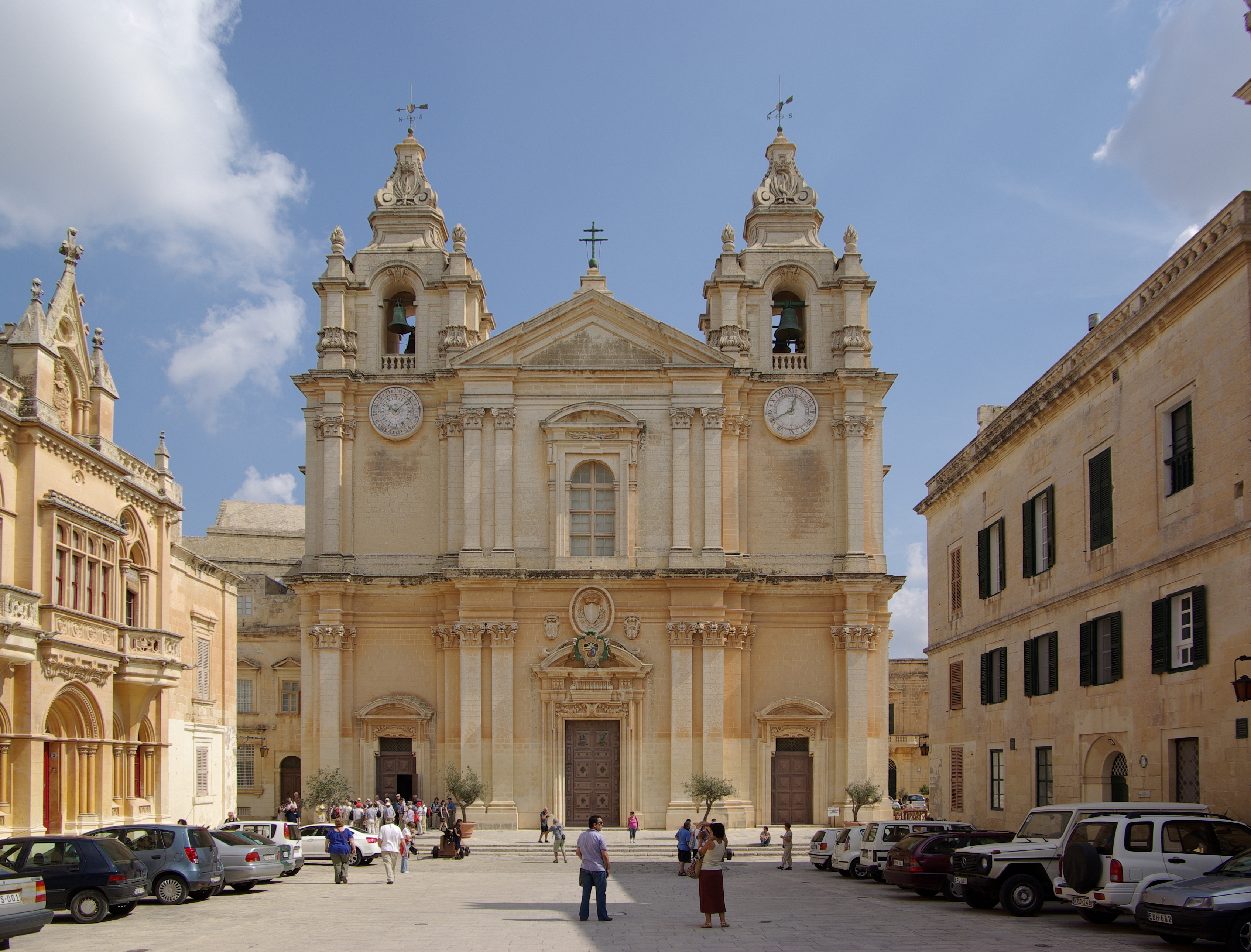
Die Kathedrale in Mdina

1530 wurde die Verwaltung des Bistums den Johannitern übertragen, die auch die Tradition des Erzbischofs von Rhodos weiterführten. 1797 vereinigte Pius VI. das Bistum Malta mit dem Erzbistum Rhodos, es blieb jedoch Suffragan von Palermo. Von Papst Gregor XVI. wurde es 1831 auf Veranlassung Großbritanniens unmittelbar dem Heiligen Stuhl unterstellt und am 1. Januar 1944 von Pius XII. in den Rang eines Erzbistums erhoben, nachdem bereits 1927 der Titel des Erzbischofs von Rhodos erloschen war. Der Erzbischof von Malta hat seine Residenz in Valletta. Die Kathedrale in Mdina trägt das Patrozinium der Gottesmutter und des Apostels Paulus, der Legende nach Gründer des Bistums.
Das Erzbistum Malta ist das Metropolitanbistum des Bistums Gozo.